# 平野友明
平野 友明（ひらの ともあき、1932年（昭和7）5月20日 - 2017（平成29）年12月22日）は日本の実業家。三菱銀行代表取締役専務や、日本信託銀行の社長、会長等を歴任した。

## 人物
島根県出身。1957年に一橋大学経済学部を卒業し、三菱銀行に入行。入行後は労働組合の委員長を務めたほか、1978年から2年間は、経営不振により無配に転落していた三菱金属（現三菱マテリアル）に出向し、同社の経営再建に尽力した。その後三菱銀行に戻り、業務企画部副部長、渋谷支店長、総合企画部長、代表取締役常務等を経て1993年5月に三菱銀行代表取締役専務に就任。
1994年8月、バブル景気時に行った不動産向け融資などの焦げ付きにより経営不振が続いていた日本信託銀行の社長に就任。三菱銀行は第百生命保険に次ぎ、日本信託銀行の持ち株比率5パーセントの第二位株主であり、5代連続の三菱銀行出身の社長となった。また島田欣一郎会長と馬場正明社長は経営責任をとって辞任し、会長空席のなかでの社長就任であった。社長就任内定時の記者会見では「合併とか子会社化は現在のところ全く考えていない」「あくまで自主再建が前提」との説明を行ったが、同年10月「三菱から支援要請を受け入れるとの回答をきょうもらった」と説明し、日本信託銀行が三菱銀行の子会社となることを記者会見で発表した。5000億円にのもぼる多大な不良債権額の処理に、三菱銀行の協力を仰ぐ趣旨であった。
2000年には持ち株会社三菱東京フィナンシャル・グループを設立するかたちでの東京三菱銀行、三菱信託銀行、日本信託銀行、東京信託銀行との経営統合を決定。体調を崩し、入院中であったが、代理出席の打診を振り切って、4社首脳会談に参加。会談で平野は、統合契約の発表日を7月22日と主張する内海暎郎（三菱信託銀行社長）を説得し、4月28日に発表日を前倒しすることを成功させた。同年、社長を退任し、代表取締役会長に就任。
三菱銀行内では親分肌で、豪放磊落な性格として知られた。座右の銘は、大学時代に読んだ「全ての花の夢想が実を結ぶとは限らぬと言って、己が生命を憎み砂漠へ逃げるべきだと、お前は思うか」とのゲーテの詩。

## 略歴
- 1932年5月 島根県出身
- 1957年3月 一橋大学経済学部卒業
- 1957年4月 三菱銀行入行
- 1983年4月 三菱銀行 渋谷支店長
- 1985年2月 三菱銀行 総合企画部長
- 1986年6月 三菱銀行 取締役 総合企画部長
- 1986年9月 三菱銀行 取締役 情報開発本部情報開発部長
- 1987年10月 三菱銀行 取締役 本店長
- 1988年6月 三菱銀行 代表取締役常務 本店長
- 1989年2月 日本旅行監査役 兼務
- 1989年6月 三菱銀行 代表取締役常務 業務推進本部長
- 1993年6月 三菱銀行 代表取締役専務
- 1994年6月 日本信託銀行 代表取締役社長
- 2000年6月 日本信託銀行 代表取締役会長
- 2001年5月 伊勢丹監査役、チノー監査役